# La noche de los mayas
La noche de los mayas es una película mexicana de drama romántico estrenada en 1939, dirigida por Chano Urueta y protagonizada por Arturo de Córdova, Stella Inda e Isabela Corona.

## Sinopsis
En un pueblo de la selva del sureste de México, un joven se enamora de la hija del jefe de la tribu. Sin embargo, un hombre blanco llega a la población y seduce a la joven. La relación entre ellos provoca la escasez de lluvia, por lo que la muchacha es sometida al juicio de los dioses. Posteriormente es azotada y condenada al sacrificio. El joven nativo va en busca del hombre blanco y lo mata, luego lleva su cuerpo donde se está efectuando la ceremonia de sacrificio. La muchacha, al ver el cadáver de su amado, se arroja al vacío.

## Reparto
- Arturo de Córdova .... Uz
- Stella Inda .... Lol
- Isabela Corona .... Zeb
- Luis Aldás .... Miguel
- Miguel Ángel Ferriz Sr. .... Yum Balam
- Jacoba Herrera .... Nuc